# Protodrilus ciliatus
Protodrilus ciliatus är en ringmaskart som beskrevs av Jägersten 1952. Protodrilus ciliatus ingår i släktet Protodrilus och familjen Protodrilidae. Arten är reproducerande i Sverige. Inga underarter finns listade i Catalogue of Life.